# Haaien
Haaien (Selachimorpha, ook wel Selachii) zijn een groep van grote, lenige kraakbeenvissen. De oudste bekende fossielen van haaien dateren van meer dan 425 tot 455 miljoen jaar geleden. Er zijn meer dan 1000 soorten beschreven kraakbeenvissen, waaronder ongeveer 400 soorten haaien en 600 soorten roggen en pijlstaartroggen en ongeveer 30 soorten holocephali (draakvissen en chimeren, meestal diepzeevissen waarover vaak nog weinig bekend is).
De meeste haaien zijn slanke, gespierde en snelle dieren die een lengte bereiken van rond de 1 à 2 meter. De kleinste haaiensoort is Etmopterus perryi met een grootte van ongeveer 17 centimeter, en de grootste levende haai is de walvishaai (Rhincodon typus) die gemiddeld twaalf meter lang wordt. Haaien komen voor in alle zeeën. De meeste soorten komen niet voor beneden ongeveer 1500 meter, maar uitzonderingen tot 3000 meter zijn er wel.
Haaien zijn bij het grote publiek vooral bekend door de (voor de mens) gevaarlijke soorten, maar van de ongeveer 400 soorten zijn slechts vier of vijf soorten als gevaarlijk aan te merken. Het zijn bijna allemaal predatoren (roofvissen) die leven van gewervelde dieren (meestal vissen maar ook zeezoogdieren en vogels), grote kreeftachtigen en weekdieren.

## Geschiedenis
Haaien zijn waarschijnlijk een zustergroep van de placodermen die zich ontwikkelden tijdens het Laat-Siluur. In het geologische tijdvak dat erop volgde, het Devoon, kwamen wereldwijd al verschillende soorten haaien voor, waaronder de doliodus. Sommige van de eerste haaien waren gigantisch (megalodon) en hadden tanden van 15 centimeter.

## Soorten haaien
Een exact aantal soorten haaien is lastig te geven omdat dit afhangt van het soortbegrip van de auteur. Verder worden jaarlijks nieuwe soorten gevonden. Er zijn ongeveer 400 soorten haaien die in 8 verschillende orden zijn onderverdeeld.

Haaien vormen geen monofyletische groep. De roggen vormen samen met de orden van de grauwe haaien, doornhaaiachtigen, zee-engelen en zaaghaaien de clade Squalea, terwijl de andere orden (varkenshaaien, bakerhaaien, makreelhaaien en grondhaaien) een andere gemeenschappelijke afstamming delen en behoren tot de clade Galeomorphii.

Classificatie van de belangrijkste moderne haaiensoorten. Rechts: de verschillende ordes

## Verspreiding
De verschillende soorten haaien komen vrijwel wereldwijd voor in alle zeeën en oceanen met uitzondering van de zeer koude wateren rond de noord- en de zuidpool. De meeste soorten hebben een klein verspreidingsgebied, zoals de langsnuitzwelghaai (Centrophorus harrissoni), die alleen voorkomt langs de oostelijke kust van Australië en rondom het eiland Nieuw-Caledonië. De witvinlantaarnhaai (Centroscyllium ritteri) komt alleen voor rond Japan. Andere soorten hebben een wereldwijde verspreiding en komen zowel voor in de Stille, Atlantische en Indische Oceaan en in de Middellandse Zee, een voorbeeld is de voshaai (Alopias vulpinus).

## Anatomie
De kop van een haai is groot en kegelvormig, de kop bevat kleine ogen aan de zijkant en neusgaten vooraan boven op de snuit. Langs de kaakrand bevinden zich een of meer rijen sterke zaagtanden met aan de binnenzijde van de kaak nog vele rijen reservetanden. Omdat de tanden regelmatig worden verloren en vervangen door de reservetanden zijn deze altijd vlijmscherp. Aan weerszijden van de kop bevinden zich meestal 5 kieuwspleten, zelden 6 of 7. Hiermee filtert de haai zuurstof uit het water. Het is waar dat veel haaien moeten blijven zwemmen om zich continu van genoeg zuurstof te voorzien, maar er zijn ook soorten die de bek regelmatig open en dicht doen waardoor er ook water langs de kieuwen wordt gevoerd. Hierdoor kunnen ze toch zuurstof opnemen terwijl ze niet bewegen.
De huid van een haai bestaat uit een soort huidtanden, die achterover gekanteld liggen. Hierdoor lijkt de huid qua structuur wat op schuurpapier en werd dat in het verleden ook zo gebruikt. Dit komt doordat de huid vele kleine harde insluitingen heeft die als een pantser dienen, wat handig is bij gevechten met prooidieren en de huid is tevens moeilijk doordringbaar voor parasieten. De romp van een haai bestaat uit de inwendige organen, en draagt tevens een aantal al dan niet gepaarde vinnen. De borstvinnen zijn gepaard en bevinden zich direct achter de kieuwspleten, de enkele rugvin is op het midden van de rug gepositioneerd. De buikvinnen, tweede rugvin en aarsvin bevinden zich meer aan de achterzijde van het lichaam. De buikvinnen zijn gemodificeerd als geslachtsorgaan bij het mannetje.
De staartvin zit achteraan en is bij de haaien vaak zeer groot. Veel soorten zijn alleen al aan de staartvin te onderscheiden, vanwege de verschillende vormen die samenhangen met de levenswijze van de haai.
Het drijfvermogen van een haai berust op een grote hoeveelheid olieachtige stof in de lever, squaleen genaamd. Deze stof is lichter dan water, haaien hebben geen zwemblaas zoals vissen. Squaleen wordt overigens gewonnen en gebruikt in de farmaceutische industrie om de vermeende verjongende werking.
Het darmkanaal is kort en dik. Het inwendig oppervlak is met een wenteltrapvormige spiraalplooi uitgerust, waardoor het voedseltransport sterk wordt vertraagd en het absorberend darmoppervlak wordt vergroot.

### Bloedsomloop
Zoals alle vissen hebben haaien een enkelvoudige bloedsomloop, in tegenstelling tot onder meer zoogdieren, bij wie het hart bloed pompt in twee afzonderlijke lussen naar de longen respectievelijk naar de andere organen. Toch bestaat het hart uit vier, in dit geval opeenvolgende kamers: de sinus venosus, het atrium, het ventrikel en de conus arteriosus.:180-186
Uit het hart vertakt een stelsel van slagaders tot in de haarvaten van de kieuwen, dit is het branchiaal slagaderstelsel. Haaien, roggen en sommige beenvissen hebben als onderdeel van de branchiale bloedsomloop een coronaire bloedsomloop om de hartspier te voeden.:180-186
De slagaders die het bloed van de kieuwen naar de weefsels voeren, vormen de systemische bloedsomloop,' verder onderverdeeld in een achterste caudaal stelsel en een voorste craniaal stelsel. De aders voeren het zuurstofarme bloed dan bij lagere druk terug naar het hart. Haaien hebben ook drie sinusholten die als bloedreserve fungeren voor kortstondige zware inspanningen.:180-186

### Lichaamstemperatuur
De meeste vissen, ook de meeste haaiensoorten, zijn koudbloedig, meer bepaald ectotherm,' dat wil zeggen dat ze omgevingsfactoren (variabele watertemperatuur) gebruiken om hun lichaamstemperatuur te regelen. Twee families haaien, de haringhaaien (Lamnidae) en de voshaaien (Alopiidae), zijn echter regionaal endotherm en daarmee warmbloedig: sommige delen van het lichaam worden op een hogere temperatuur gehouden dan andere. Bij Lamnidae gebeurt dit door een warmtewisselaar waarmee bloed dat van de kieuwen komt, wordt opgewarmd door bloed dat naar de kieuwen stroomt. Het feit dat ook 5 families beenvissen regionaal endotherm zijn, wijst op een vorm van parallelle evolutie.:196-202

## Voortbeweging

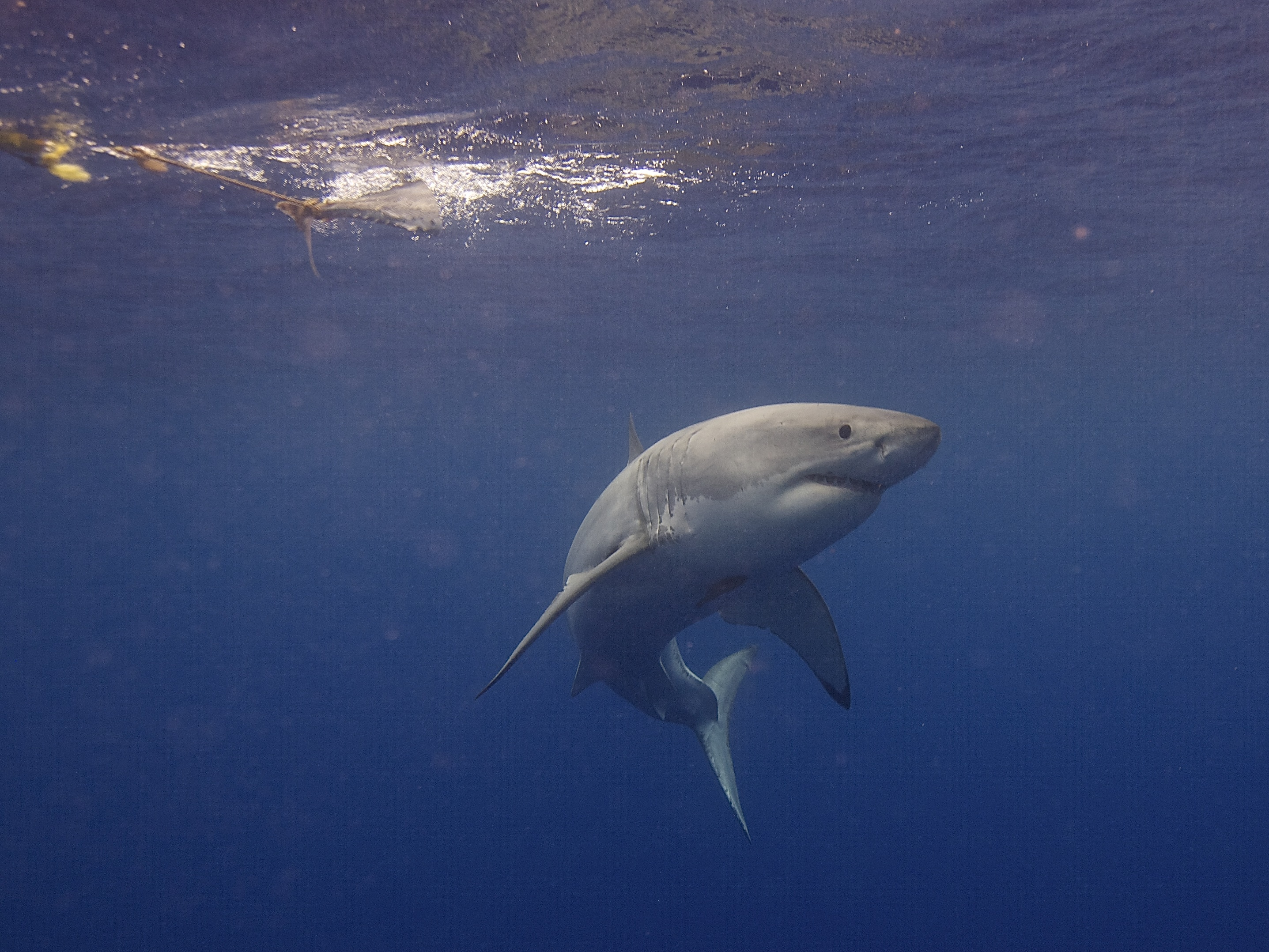
Kraakbeen maakt het skelet van deze witte haai flexibel

Beenvisachtigen hebben een uit bot bestaand skelet dat stevig genoeg is om grote krachten van spieren te verwerken. Bij kraakbeenvissen als haaien en roggen bestaat het skelet uit flexibeler kraakbeen, waarop de manier van zwemmen is aangepast. De meeste haaien zwemmen anguilliform, met uitzondering van onder meer de makreelhaaien die thunniform zwemmen.
Bij anguilliform zwemmen wordt afgezien van de kop het gehele lichaam gebruikt. Er gaat relatief veel energie verloren in de zijwaartse kracht en de extra vormweerstand die het gebogen lichaam oplevert. Het komt dan ook meestal voor bij vissen die langzaam zwemmen, vooral in dichte begroeiing en sediment. Voor een actieve jager als de haai die lange afstanden aflegt, lijkt deze manier van voortbewegen in tegenspraak met de lage efficiëntie van het spoelvormige lichaam dat de lange kronkelbeweging moet maken over de gehele lengte. De efficiëntie wordt echter op meerdere manieren verbeterd. De meeste haaien hebben twee rugvinnen, waarbij de eerste veelal een stuk groter is. Bij de heterocerkale staartvin kan de bovenste lob als rugvin worden gezien. Deze drie staan ruim uit elkaar en genereren elk een zog dat iets uit fase loopt met de kronkelbeweging van de haai. Bij het juiste faseverschil – afhankelijk van de afstand tussen de vinnen die weer gebaseerd is op de grootte van de vinnen, hun vorm en de golfvorm van het zwemmen – verhoogt deze volgstroom de stuwkracht van de tweede en vooral de derde vin.
Daarnaast worden spiersamentrekkingen versterkt door de huid. Het stratum compactum in de onderste huid bestaat uit collageenvezels die als pezen fungeren. In de huid neemt daarnaast de hydrostatische druk toe naarmate de haai sneller zwemt. Dit varieert van zo'n 20 kPa bij langzaam zwemmen tot 200 kPa bij snel zwemmen. Dit maakt de huid stijver, waardoor deze meer elastische energie op kan slaan. De spieren zijn via collageensepta verbonden met zowel de wervelkolom als de binnenzijde van de huid. Als de spieren aan een zijde worden aangespannen, worden spieren en huid aan de andere zijde opgerekt. De spieren daar zijn zeer elastisch, maar de huid niet. Zodra de spieren aan de ene zijde weer ontspannen, draagt de huid aan de andere zijde daardoor al bij aan het inzetten van de beweging op het moment dat de spieren aan de andere zijde nog moeten beginnen met het aanspannen. Dit effect neemt toe bij een hogere snelheid.

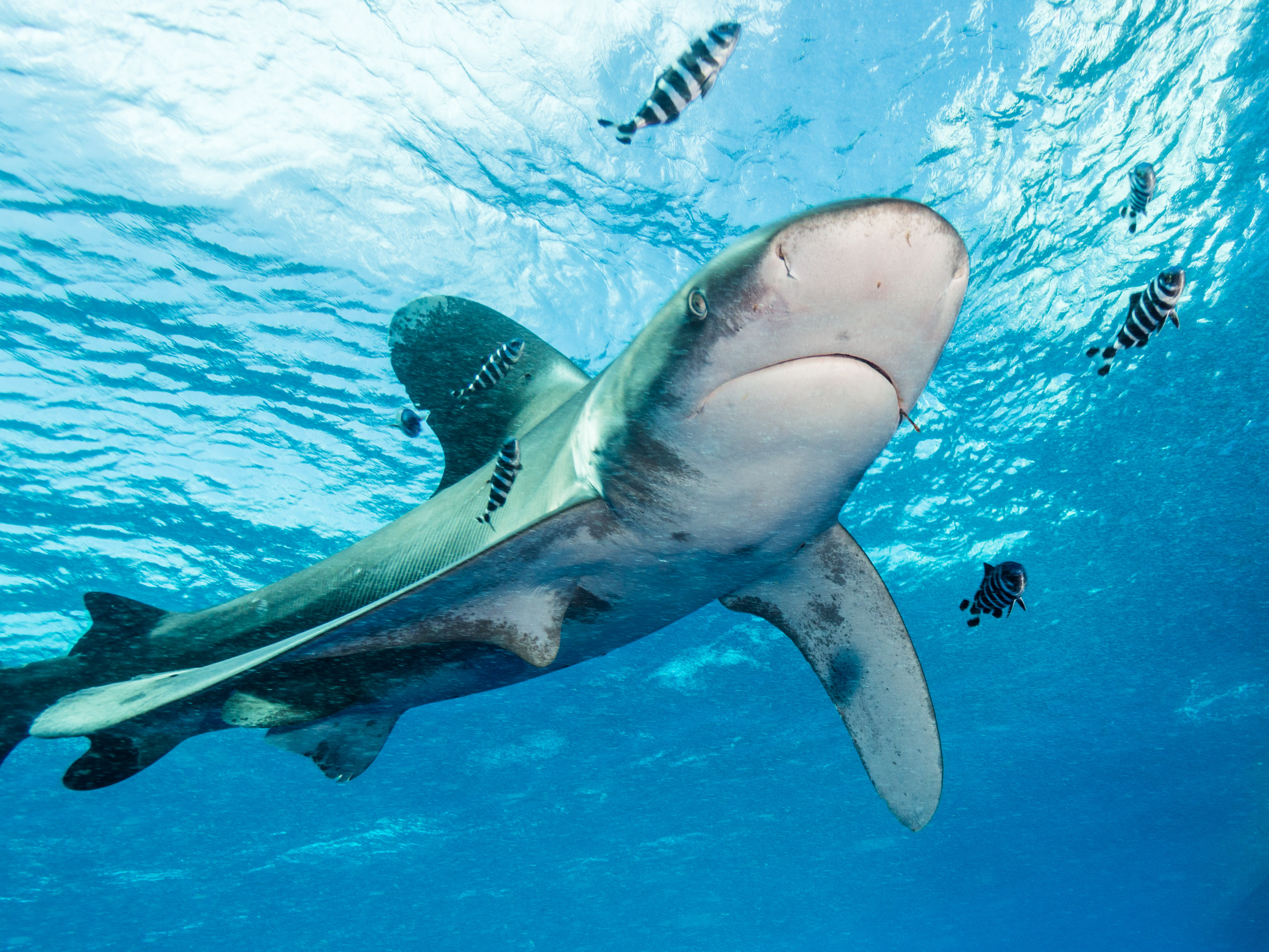
Dynamische lift opgewekt door het voorlichaam voorkomt dat de oceanische witpunthaai zinkt

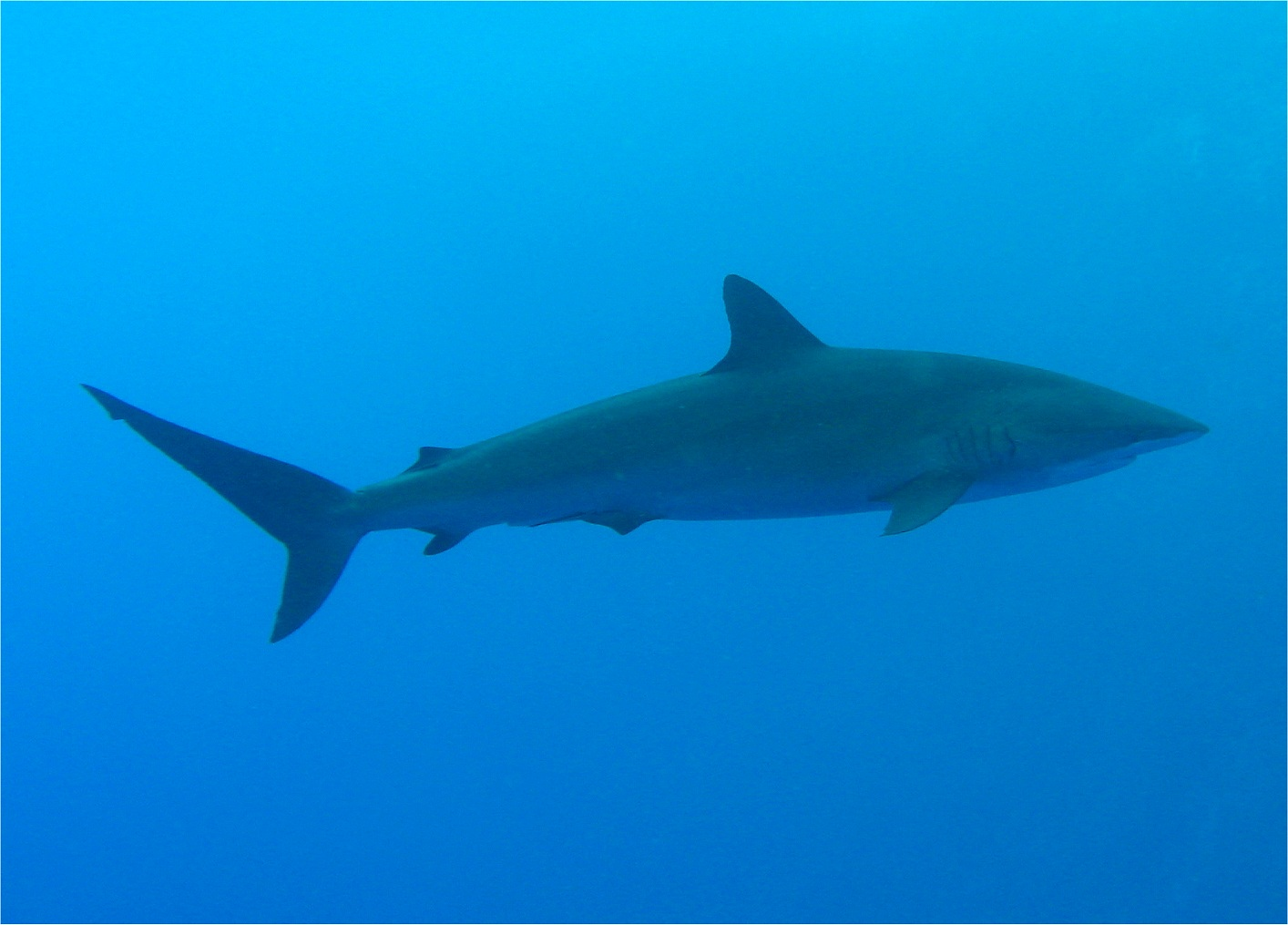
Dynamische lift door een kleine invalshoek. De stand van de borstvinnen doet de zijdehaai stijgen en dalen

De heterocerkale staartvin is niet symmetrisch en gezien de grotere bovenste lob zou de verwachting zijn dat de stuwkracht van de staart zowel naar achteren als naar boven gericht is. Volgens dit klassieke model levert dit een moment op waardoor de haai voorover zou draaien, maar dit wordt voorkomen doordat de afgeplatte onderzijde van het voorlichaam een kleine hoek omhoog heeft en zo een liftkracht genereert. Dit alles voorkomt dat de haai zinkt en levert tegelijkertijd een voorwaartse kracht.

Dit gaat echter gepaard met extra weerstand door het voorlichaam en de borstvinnen, zodat een alternatief model voor werd gesteld waarbij de onderste lob voldoende tegenkracht genereert, zodat de resultante kracht een voorwaartse beweging oplevert. Verder onderzoek lijkt het klassieke model te ondersteunen, maar dan waarbij alleen het voorlichaam zonder de borstvinnen liftkracht levert. Het alternatieve model lijkt wel op te gaan voor steuren, die ook een heterocerkale staartvin hebben en de hoek van de stuwstraal zo'n 10° op en neer kunnen bewegen om te duiken en stijgen, iets wat haaien met hun borstvinnen doen.
De snelheid bij de meeste vissen neemt toe door de frequentie van de staartslag te verhogen, maar haaien variëren daarnaast ook de slaggrootte en de lengte van de voortstuwingsgolf door het lichaam. Met de combinatie van een flexibel lichaam met elastische huid, goed geplaatste rugvinnen en een heterocerkale staartvin heeft de haai van de anguilliforme zwemvorm een goed compromis tussen snelheid, versnelling en wendbaarheid weten te maken.

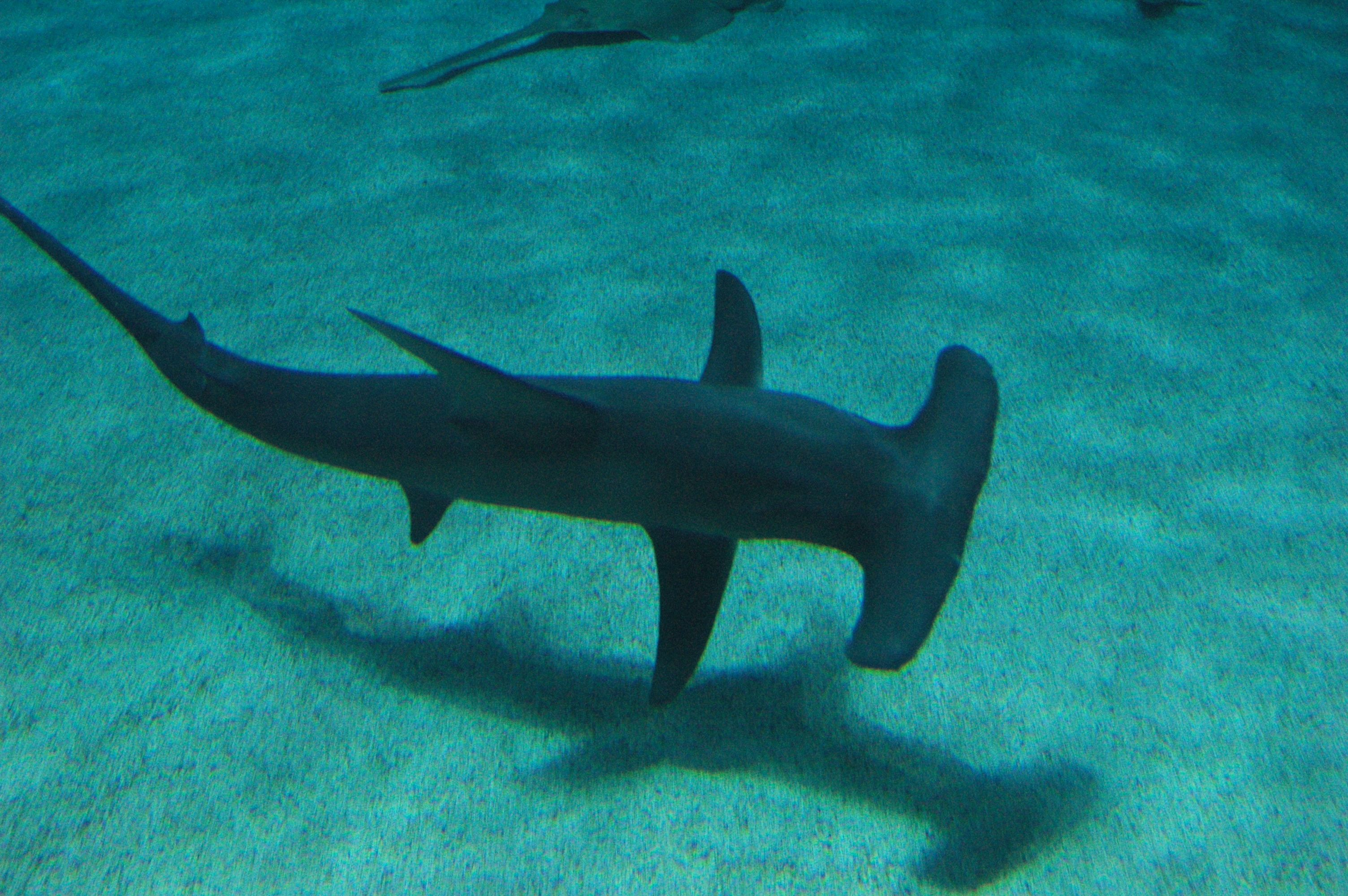
Zijdelings zwemmende grote hamerhaai

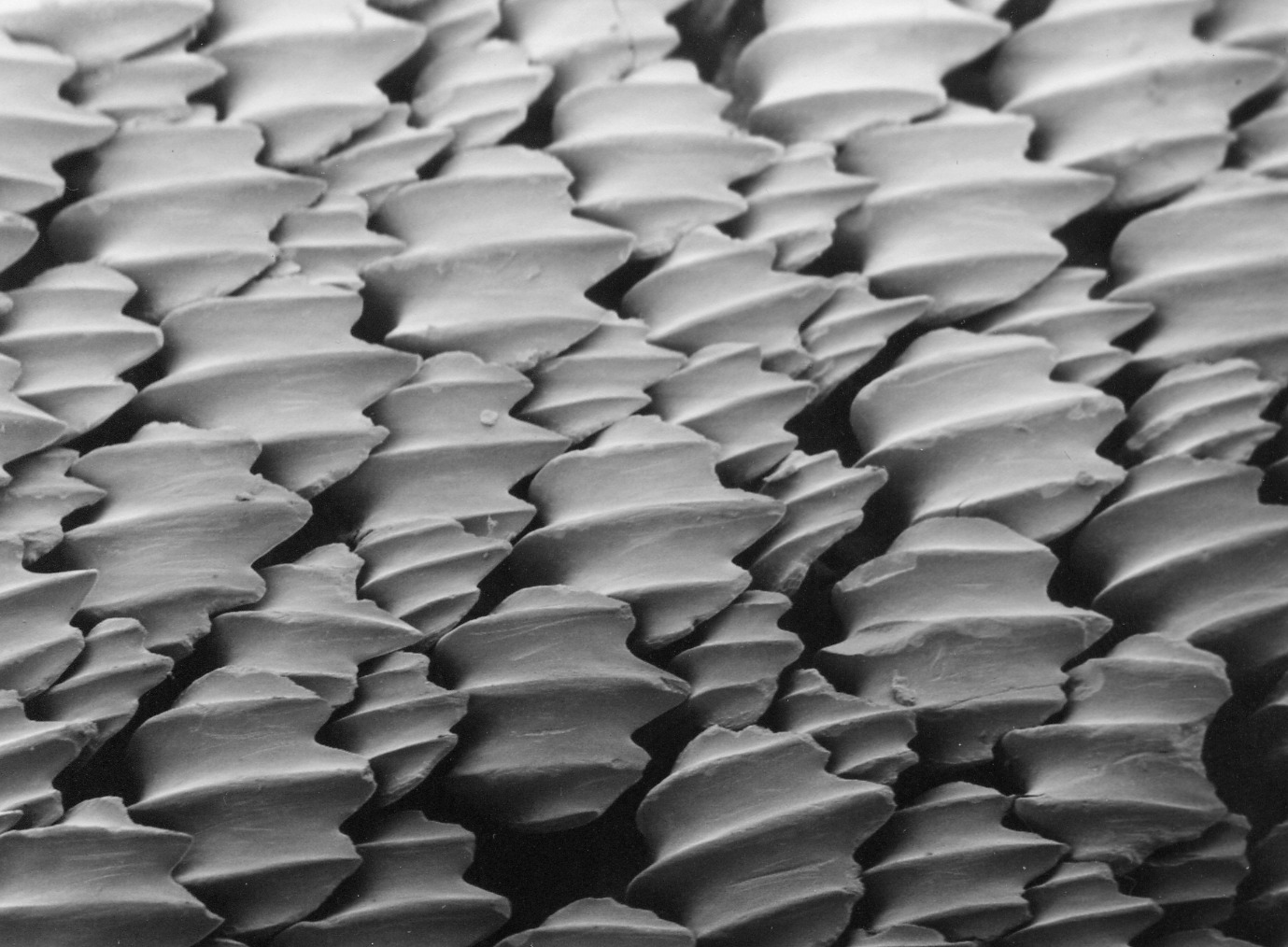
Huidtanden

De buitenzijde van de huid van kraakbeenvissen bevat huidtanden die homoloog zijn aan de tanden van het gebit, met glazuur rond de dentine. Deze wekken wervels op die de turbulentie verminderen en daarmee de weerstand verlagen en de haai ook stiller maken. Het draagt ook bij aan het lotuseffect dat als anti-aanslagmiddel fungeert.
Grote hamerhaaien zwemmen veel zijdelings met hoeken van zo'n 50 tot 75°, tot wel 90% van de tijd, ook tijdens het stijgen en dalen. De voorste rugvin is in tegenstelling tot alle andere haaien groter dan de borstvinnen, zodat deze bij zijdelings zwemmen met de bovenliggende borstvin en het lichaam de liftkracht kan leveren die bij andere haaien alleen door het voorlichaam en in mindere mate de borstvinnen wordt geleverd. Bij het zijdelings zwemmen is de spanwijdte groter, wat meer liftkracht oplevert, zodat de invalshoek verkleind kan worden. Door het kleiner worden van deze hoek neemt ook de geïnduceerde weerstand af. Doordat de weerstand met zo'n 10% vermindert, neemt ook het energieverbruik af met zo'n 8%.

## Voortplanting

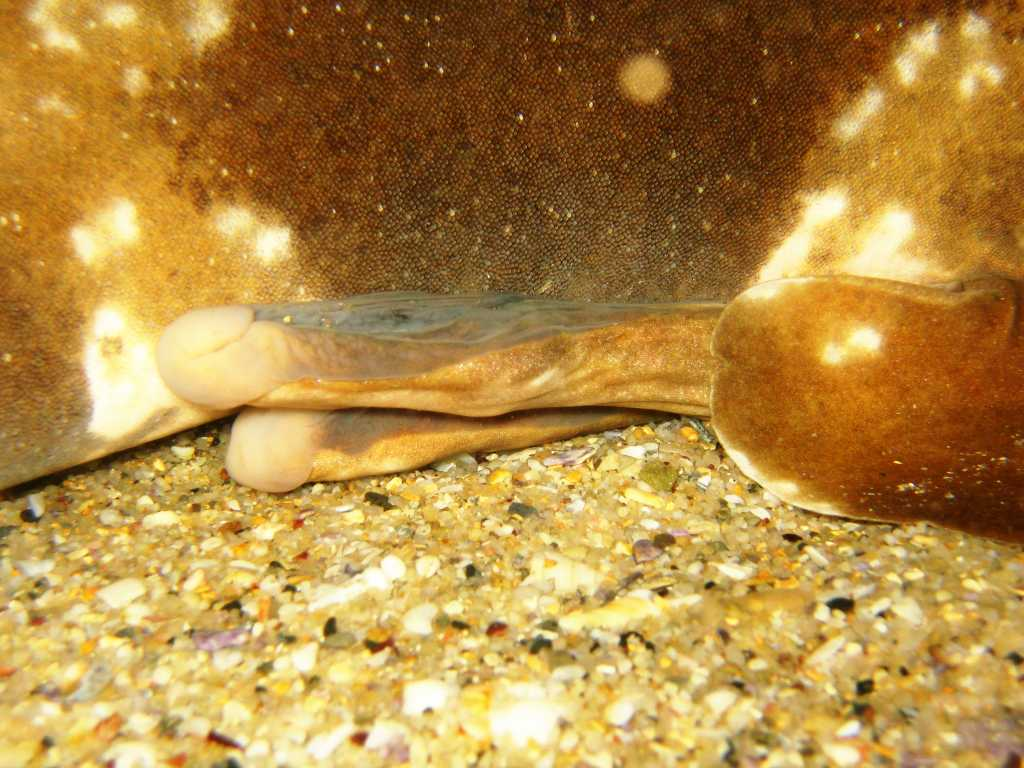
De klaspers van de wobbegong

De geslachtsorganen van mannelijke haaien (zogeheten klaspers) liggen tussen de buikvinnen in. Tijdens copulatie klappen deze organen naar voren uit (soms een van de twee) en penetreren de vrouwelijke cloaca (een spleetvormige opening in de buik die dient voor urine, uitwerpselen en voortplanting). Mannetjes bijten zich daarbij soms vast in de borstvin van het vrouwtje. Bij haaien vindt een paring met inwendige bevruchting plaats. Er bestaan daarbij drie vormen van ontwikkeling voor de geboorte. Sommigen haaisoorten (zoals de kathaai en hondshaai) zijn eierbarend. Deze produceren enkele stevige eieren die in leerachtige zakjes zijn verpakt, waarvan de draadvormige aanhangsels het zeewier of stenen omstrengelen.
De meeste haaien zijn eierlevendbarend; ze produceren levende jongen maar via een embryo dat met een dooierzak is verbonden. Niet zelden eten deze embryo's de nog onbevruchte eieren in de uterus van het moederdier op, zodat er minder jongen worden geboren. Dit is oöfagie (letterlijk: eier-etend). De overlevers zijn direct na de geboorte geduchte jagers. 
Sommige haaisoorten zijn levendbarend, zoals de Carcharhinus (eem requiemhaai) en de hamerhaaien (Sphyrna). Deze soorten ontwikkelen net zoals zoogdieren een embryo met een placenta.
In vergelijking met de beenvissen, die meestal een enorme hoeveelheid eieren (viskuit) produceren, hebben haaien betrekkelijk weinig nakomelingen. Het zijn draagkrachtstrategen die de hoeveelheid nakomelingen afstemmen op draagkracht van het milieu.
Haaien kunnen zich ongeslachtelijk voortplanten door parthenogenese: een vrouwelijke haai kan nakomelingen krijgen zonder contact met een mannelijke haai.

### Hybride

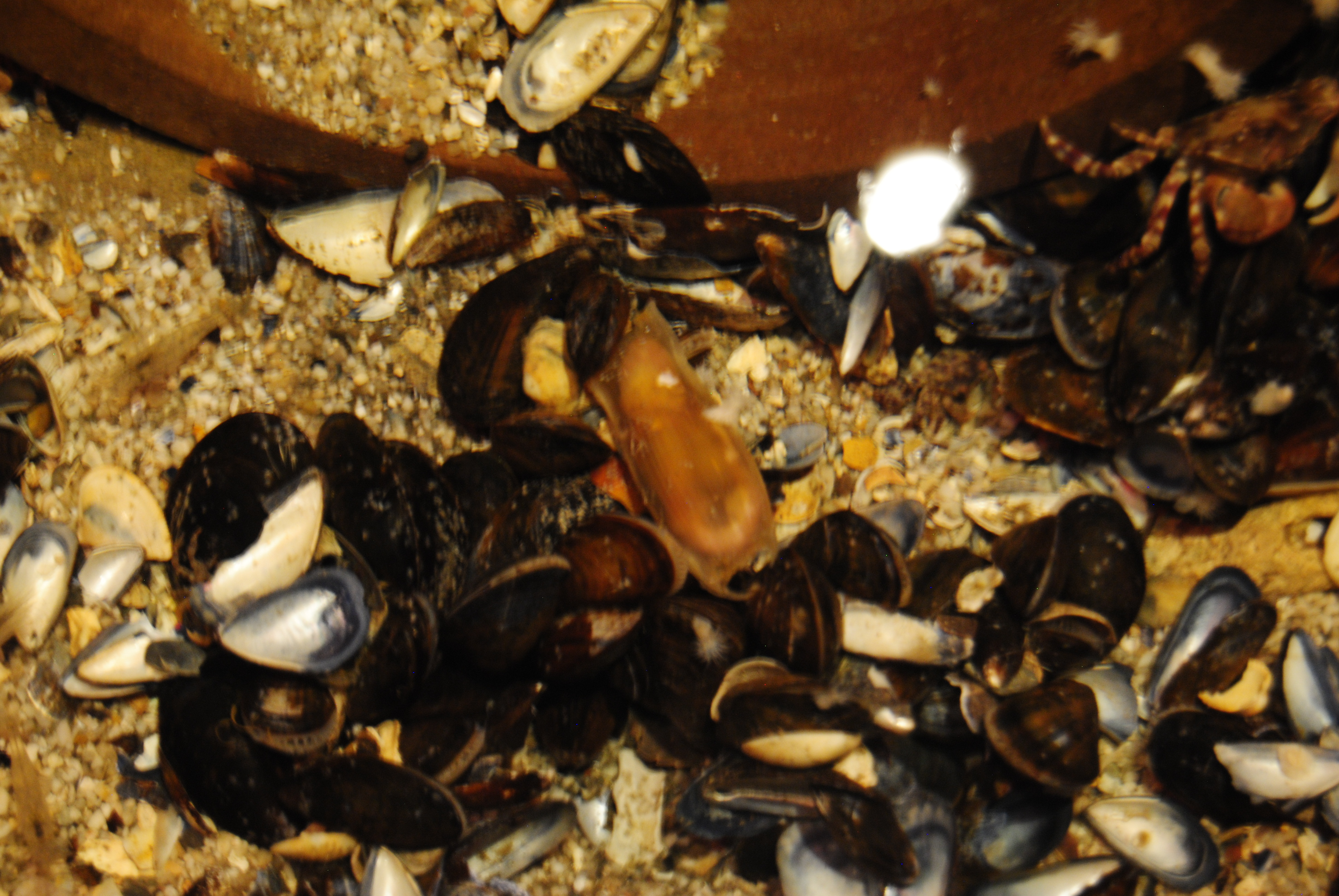
Haaienei tussen mossels

Een team van 10 Australische wetenschappers hebben voor het eerst hybride haaien aan de kusten van Australië aangetroffen, met behulp van DNA-onderzoek en willekeurig opvissen van exemplaren over 2.000 km kustlijn. 57 exemplaren bleken daadwerkelijk een hybride te zijn. Het betreft een kruising tussen een Australische zwartpunthaai en de zwartpunthaai. De Australische zwartpunthaai leeft vlak bij de kust, uitsluitend in tropische wateren en is iets kleiner dan de verwante gewone zwartpunthaai, die meer in diepere en koudere wateren leeft. De nakomelingen werden echter 2.000 kilometer zuidelijker aangetroffen dan de tropische wateren. Het water is er heel wat kouder, wat volgens de wetenschappers op kan wijzen dat haaien zich aanpassen aan de opwarming van de Aarde. Mogelijk planten de hybridehaaien zich ook voort.

## Zintuigen

### Reuk
Haaien hebben een goed reukvermogen, waarbij sommige soorten in staat zijn een miljoenste deel van bloed opgelost in zeewater te ruiken. Zij zijn als ware "zwemmende neuzen". Haaien vinden hun prooi door zich te richten naar het neusgat waar de geurstoffen van de prooi hun neus het eerst binnenkomen.
De reukgebieden in de hersenen zijn bij haaien ook relatief sterk ontwikkeld. Sommige soorten zoals de verpleegsterhaai hebben uitwendige baarddraden met tastzin voor bepaalde stoffen, waarmee de reukzin wordt versterkt. Het reukvermogen wordt vooral gebruikt om prooien op grote afstand te lokaliseren. Voor de korte afstand wordt gebruikgemaakt van de hieronder beschreven zintuigsystemen.

### Elektriciteit

Electrosensoren in de kop van een haai

Haaien beschikken over een subtiel vermogen om elektrische velden, veroorzaakt door statische of bewegende objecten (zoals vissen of mensen) in hun directe omgeving te detecteren. Dit gebeurt via kleine zintuigporiën in de kop, de zogenaamde Ampullen van Lorenzini. Deze elektroreceptoren kunnen in aantal variëren van enkele honderden tot enkele duizenden. Hiermee kunnen ook prooien die onder het zand verborgen liggen worden opgespoord. Ook kunnen haaien voor oriëntatie en navigatie gebruikmaken van veranderingen in het magnetisch veld veroorzaakt door oceaanstromingen ten opzichte van het magnetisch veld van de aarde.
Ook voor verdere afstand gebruiken zij elektroreceptie om prooien te detecteren, met het zogenaamde zijlijnorgaan. Voor de aanvalsfase echter is dit orgaan niet nauwkeurig genoeg.

### Zicht
In tegenstelling tot wat vaak werd aangenomen beschikken de meeste haaien over een goed ontwikkeld gezichtsvermogen. De ogen van haaien zijn gelijk aan die van de gewervelde dieren en hebben een netvlies (met staafjes en kegeltjes), ooglens en hoornvlies. De ogen zijn echter aangepast aan de zee door middel van het tapetum lucidum, een weefsel achter het netvlies dat we ook bij honden en katten aantreffen. Het reflecteert licht terug naar het netvlies waardoor vooral het gezichtsvermogen in donkere omgevingen wordt verscherpt. De ogen van haaien hebben oogleden, maar deze knipperen niet omdat het omringende water de ogen reinigt. Zij beschikken daarbij over een extra dik oogvlies, het zogeheten knipvlies of derde ooglid dat de ogen bedekt als zij een prooi aanvallen of verorberen. Andere haaien zoals de grote witte haai hebben dit membraan niet, maar rollen de ogen terug in de oogkassen als zij hun prooi aanvallen.

### Horen (trillingen)
De oren van haaien zijn veel eenvoudiger dan bij landdieren en bestaan uit kleine openingen aan beide zijden van de kop die via een smal kanaal rechtstreeks met het binnenoor zijn verbonden. Zij hebben geen trommelvlies, omdat het omringende water uitstekend en zeer snel geluid geleidt. Voor oriëntatie op de kortere afstand wordt gebruikgemaakt van de zijlijn aan de zijkant van het lichaam. Deze bestaat uit een lange reeks kleine komvormige orgaantjes met haartjes waarmee kleine drukverschillen veroorzaakt door beweging of vibraties in het water kunnen worden opgepakt. Vooral trillingen in het gebied tussen 25-50 Hz worden waargenomen. Haaien voelen hierdoor ook natuurrampen als een orkaan aankomen, door veranderingen in de waterdruk te registreren. Ze vluchten dan naar dieper water, lang voordat de orkaan schade aan kan richten. Ook als er onweer aankomt vluchten de haaien naar dieper water.

## Jacht
Haaien zijn de gevoeligste diersoort voor elektromagnetische straling. Dit komt doordat ze speciale zintuigen hebben die gebruikt worden voor de detectie van de elektrische velden die ontstaan bij spiercontracties en die door alle levende vissen uitgezonden worden. Aangenomen wordt dat dit er soms voor zorgt dat haaien (vissers)boten aanvallen omdat de reactie van de boot met het zoute zeewater tot elektrische velden leidt die op die van prooivissen lijkt, hetzelfde geldt voor onderzeese stroomkabels.
De vorm en het aantal van de tanden verschilt sterk per soort, evenals de kracht van de kaakspieren. Een grote haai kan in zijn bek 3 ton druk uitoefenen per vierkante centimeter. Dat komt overeen met een olifant die op een plek ter grootte van een postzegel staat.

## Levensverwachting
De meeste haaien bereiken een leeftijd van 20 tot 30 jaar, al zijn er enkele haaiensoorten, zoals de walvishaai en de Groenlandse haai, die meer dan 100 jaar oud kunnen worden. Deze laatste zijn zelfs de langstlevend gewervelden op Aarde, onderzoekers vonden een vrouwtje van 400 jaar oud. Deze haaien groeien zeer langzaam en zijn pas na 150 jaar geslachtsrijp.

## Relatie met de mens

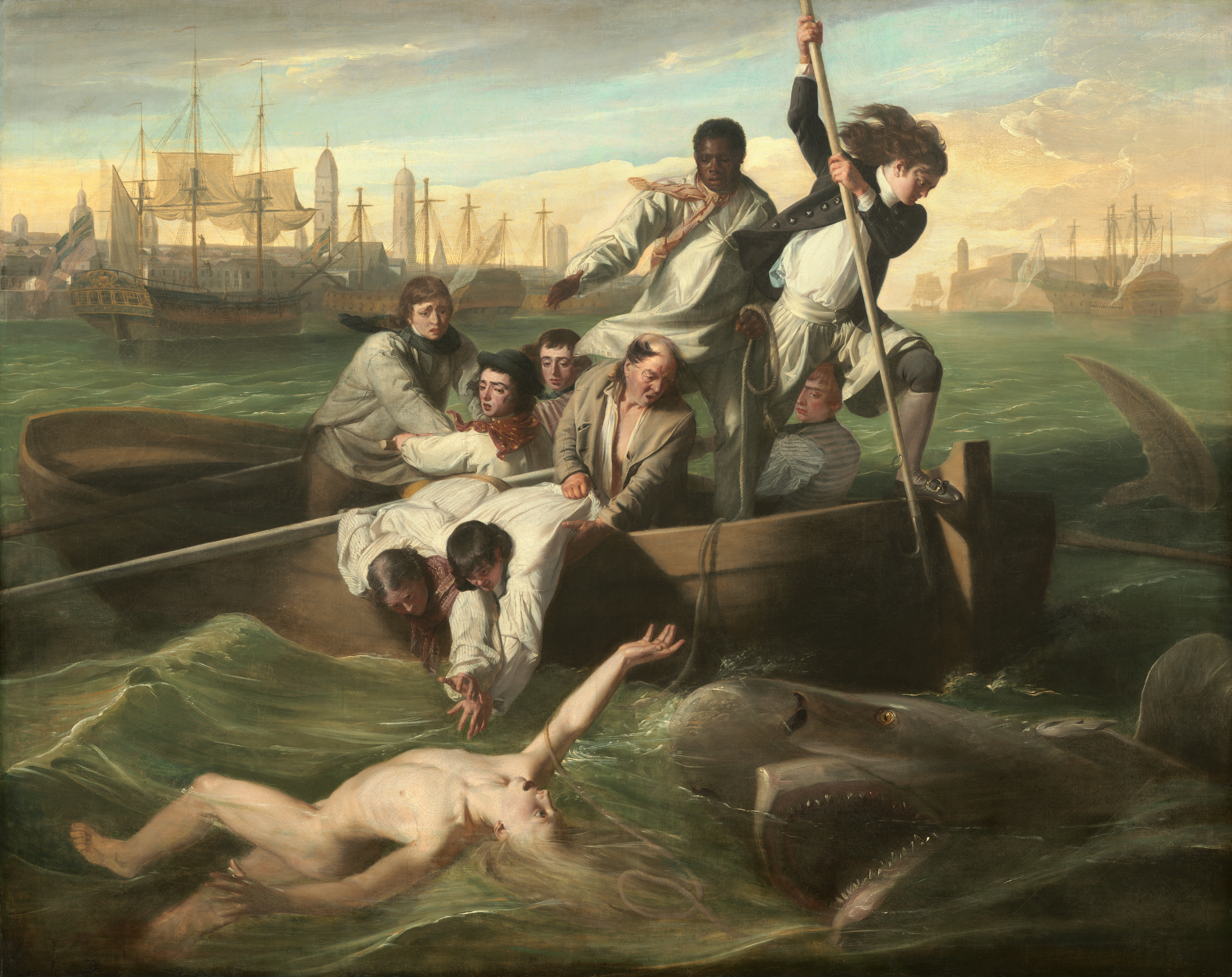
Watson and the Shark
(1778), John Singleton Copley, National Gallery of Art

De kans dat een mens het leven laat door de aanval van een haai is ongelofelijk klein. Baders en zwemmers in zee hebben een veel grotere kans om gedood te worden door een dooskwal of door een octopus of een steenvis, zeeslang of zeekrokodil. De haai staat helemaal onderaan een lijst van gevaarlijke dieren die mensen dodelijk kunnen verwonden. De voor de mens gevaarlijk geachte soorten zijn (1) de witte haai of mensenhaai (Carcharodon carcharias), (2) de tijgerhaai (Galeocerdo cuvier), (3) de stierhaai (Carcharhinus leucas) en (4) de zandtijgerhaai (Carcharias taurus). Deze vier haaien zijn goed voor 69% van alle aanvallen door haaien.
Volgens het ISAF werden in de tienjarige periode van 2010 tot en met 2019 in totaal 779 niet-uitgelokte aanvallen gemeld en op juistheid onderzocht, waarvan 54 of 6,8% met dodelijke afloop.
Veel haaienaanvallen zijn het gevolg van een vergissing van de haai, die een zwemmende mens voor een zeehond of ander prooidier aanziet. Ook kan het zijn dat een mens zijn territorium binnentreedt. Dit gevaar bestaat met name tijdens de schemering als de haai op zoek is naar voedsel. Over het algemeen zijn haaien niet gevaarlijk als ze niet geprikkeld worden door bijvoorbeeld de geur van bloed. Veel ongelukken zijn in het verleden veroorzaakt door sportduikers zonder duikapparatuur die op vissen jagen met harpoenen. De spartelende of meegedragen bloedende vis trekt dan haaien aan.
Het is goed mogelijk om te duiken met haaien zonder kooien mits ze niet worden gevoederd en met respect worden behandeld. Voederen met dode vis wordt soms door sportduikers en onderwaterfotografen toegepast om de haaien aan te lokken. Vermoedelijk is veel angst voor de haai, met name bij kinderen, veroorzaakt door films en tv-producties. De bekendste is de Jaws-serie waarin een witte haai een strand onveilig maakt. In Deep Blue Sea worden reuzenhaaien gekweekt door genetische manipulatie om stoffen uit de hersenen te winnen.
Opmerkelijk is dat de allergrootste haaiensoorten voor de mens ongevaarlijk zijn; de walvishaai (Rhincodon typus, tot 13 meter), de reuzenhaai (Cetorhinus maximus, tot 10 meter) en de reuzenbekhaai (Megachasma pelagios, tot 5 meter). Deze soorten leven van kleine diertjes (plankton) die ze met de grote bek uit het water filteren.

#### Haaien en zwemsport
De huid van de haai is niet (zoals bij beenvissen) bedekt met schubben, maar door een opperhuid waarin kleine tandjes zitten van hetzelfde materiaal als de grote tanden in de bek. Dit noemt men huidtandjes. Men heeft ontdekt dat het profiel van de huidtandjes die op de flanken van de haai zitten, zorgen voor een grotere snelheid. De profieltjes werken als een soort spoilers, ze voorkomen turbulenties die anders remmend zouden werken. Dit verschijnsel werd toegepast in de zwemkleding van topsporters. Tijdens de Olympische Zomerspelen van 2000 in Sydney gingen veel zwemmers van wereldklasse gekleed in deze pakken (fastskins), een soort synthetische haaienhuid die de stromingsweerstand verlaagt. In 2010 verbood de FINA het gebruik van deze zwempakken van fastskin.

## Bedreigde diersoort
De andere kant van de medaille is dat verschillende haaiensoorten dreigen uit te sterven als gevolg van bijvangst door vangst in visnetten en in de langelijnvisserij, en door finning: het afsnijden van haaienvinnen voor culinaire doeleinden. Volgens een rapport van de IUCN is 32% van de in volle zee levende soorten haaien en roggen bedreigd en staan daarom op de internationale rode lijst. Ook op de Nederlandse rode lijst staan twee soorten haaien (gevlekte gladde haai en ruwe haai) en twee soorten roggen (gewone pijlstaartrog en stekelrog) die voorkomen als bedreigde vissoorten in de Noordzee.
Recent onderzoek in de Atlantische Oceaan toont aan dat vooral de grote haaiensoorten in aantal drastisch afnemen. Uit dit onderzoek bleek dat de afname voor soorten als bijvoorbeeld de tijgerhaai en hamerhaai meer dan 90% bedroeg. Mogelijk leidt dit tot verschuivingen dieper in het ecosysteem.
Omdat haaien draagkrachtstrategen zijn, en daarin sterk verschillen met (gewone) beenvissen, zijn ze extra gevoelig voor visserij. Door hun lage aantal nakomelingen per individu, herstellen overbeviste populaties maar heel langzaam (of helemaal niet).
De Convention on International Trade in Endangered Species of Wild Fauna and Flora (CITES) vermeldt de volgende haaiensoorten in appendix II (diersoorten die niet noodzakelijk bedreigd zijn, maar waarvan de internationale handel beheerd wordt om gebruik te vermijden dat strijdig is met het behoud van de soort): reuzenhaai (Cetorhinus maximus), walvishaai (Rhincodon typus), witte haai (Carcharodon carcharias), oceanische witpunthaai (Carcharhinus longimanus), haringhaai (Lamna nasus), geschulpte hamerhaai, (Sphyrna lewini), grote hamerhaai (Spyrna mokarran), gladde hamerhaai (Sphyrna zygaena), zijdehaai (Carcharhinus falciformis) en voshaaien (Alopias).:335-336

## Afbeeldingen

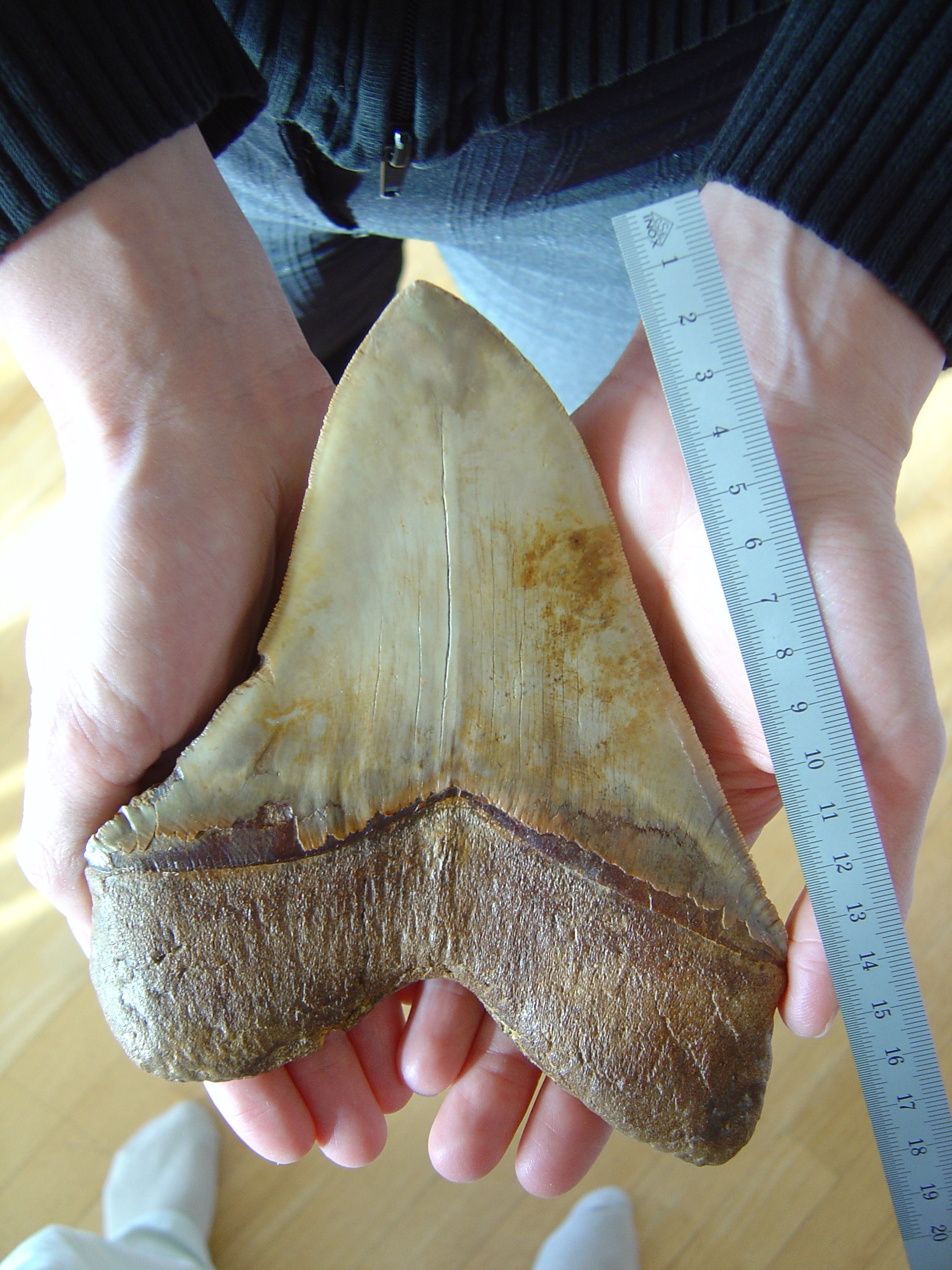
Een tand van de reusachtige uitgestorven Megalodon
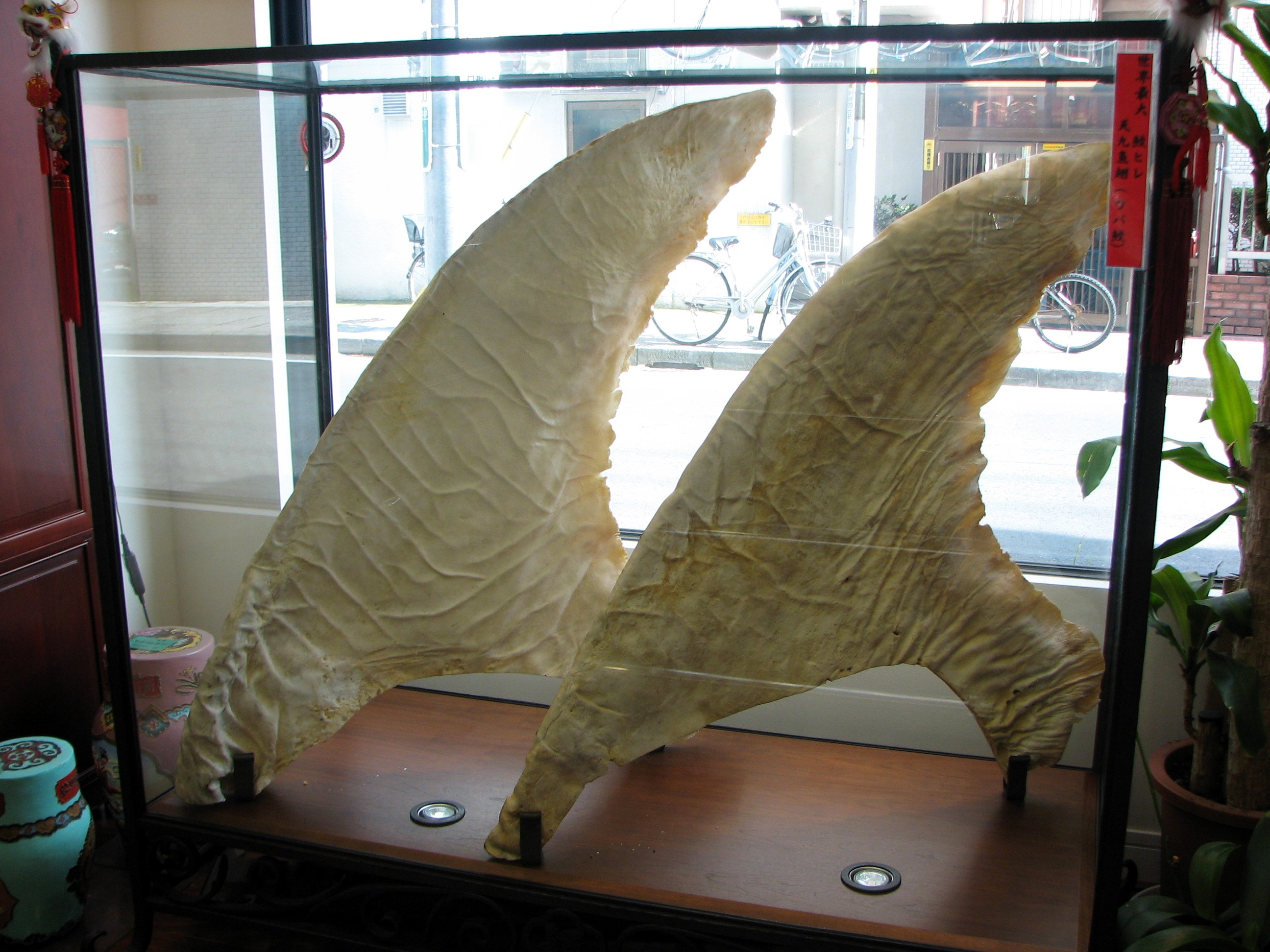
Gedroogde haaienvinnen in een Chinese apotheek
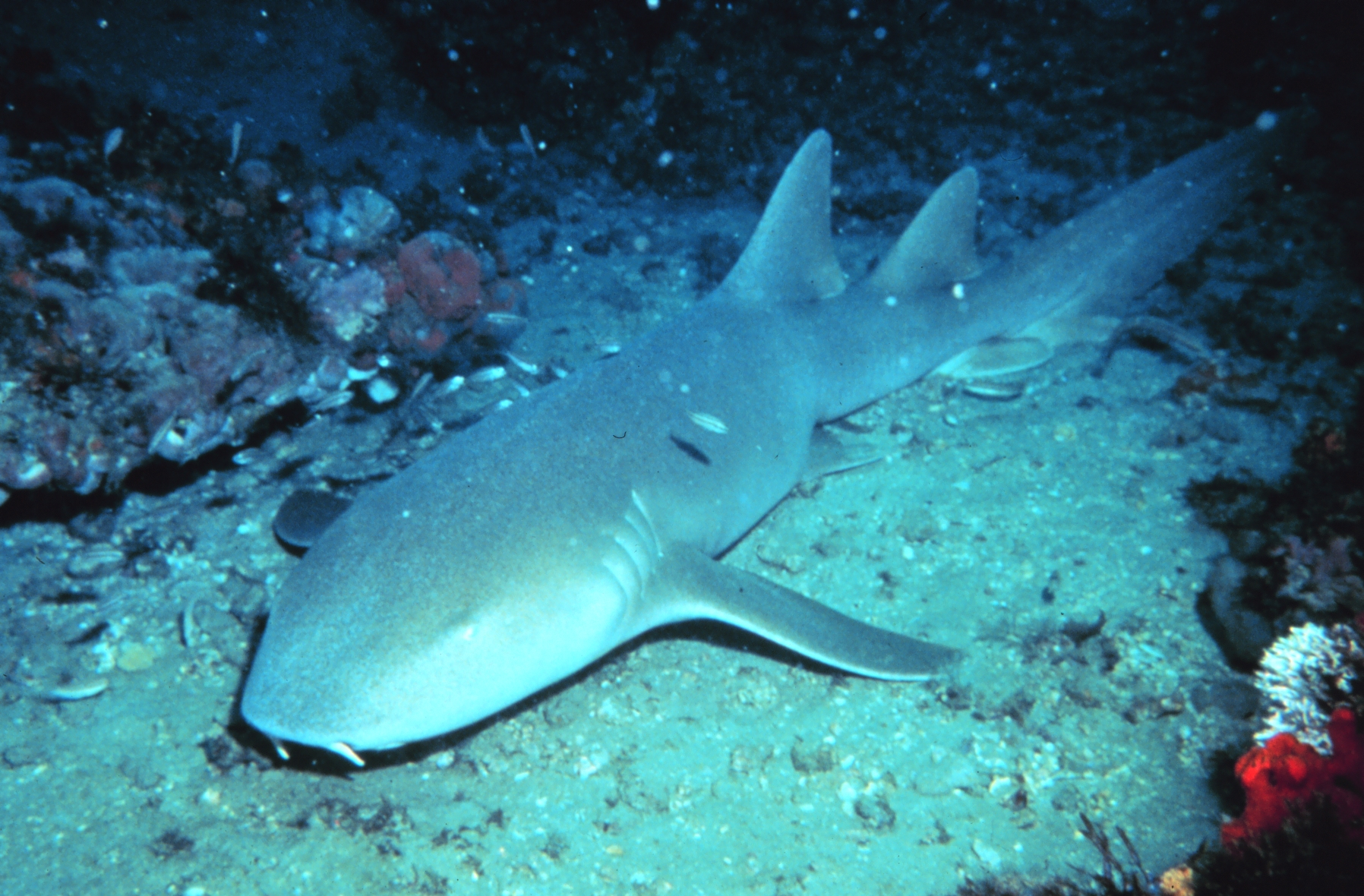
Een verpleegsterhaai
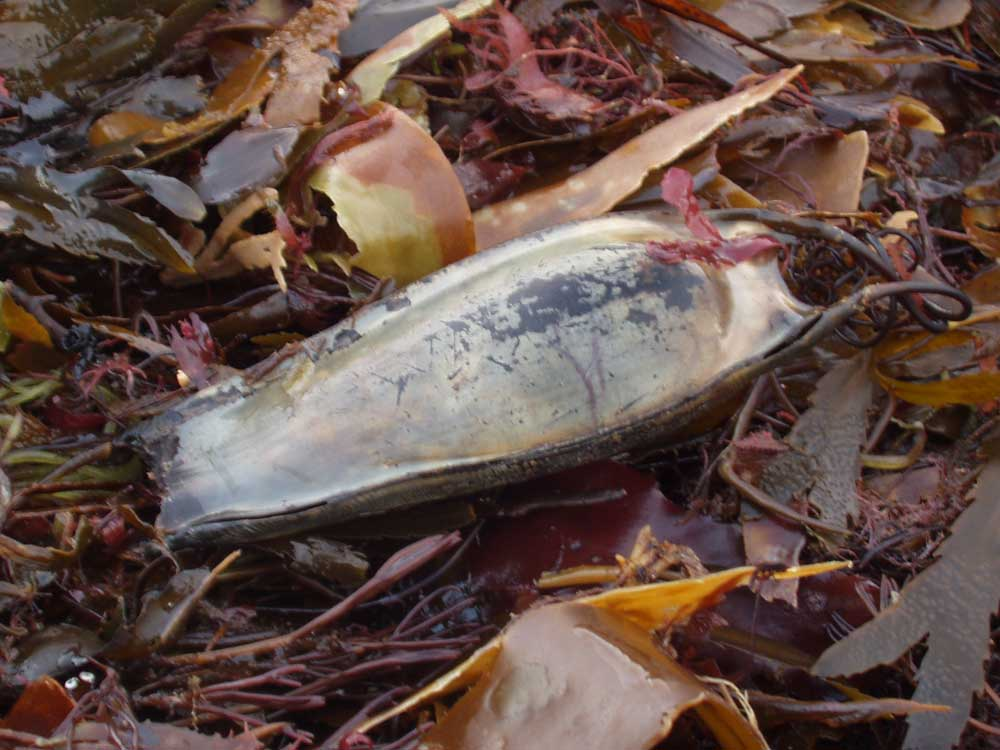
Een eicapsule van een verpleegsterhaai
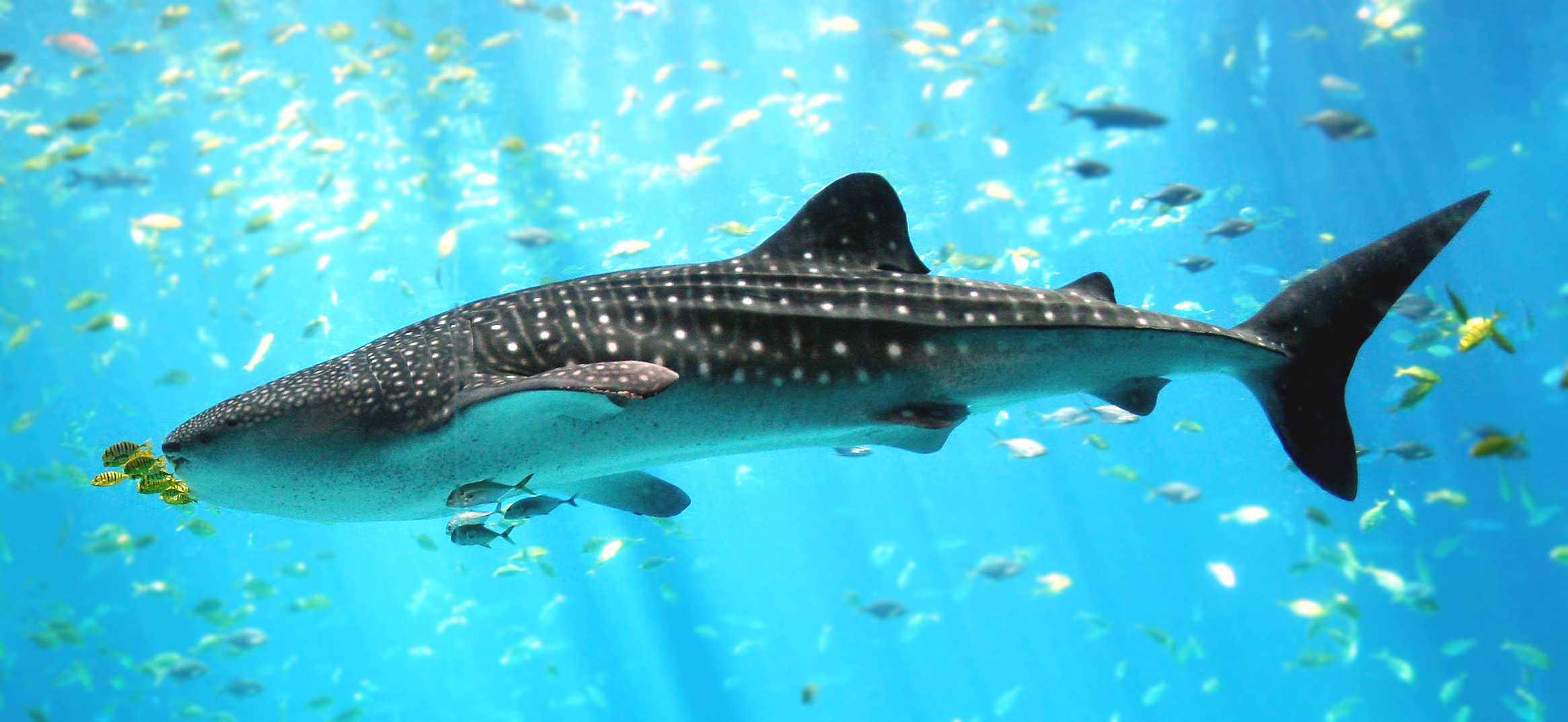
De grootste haai is de walvishaai
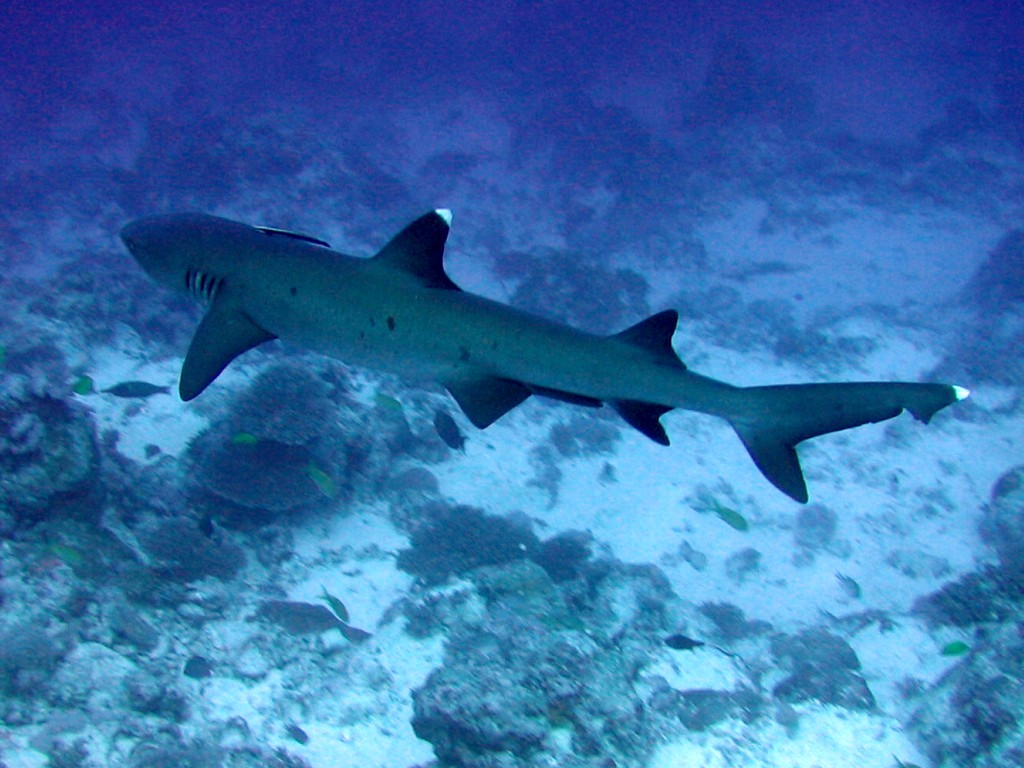
De witpuntrifhaai heeft witte vinpunten
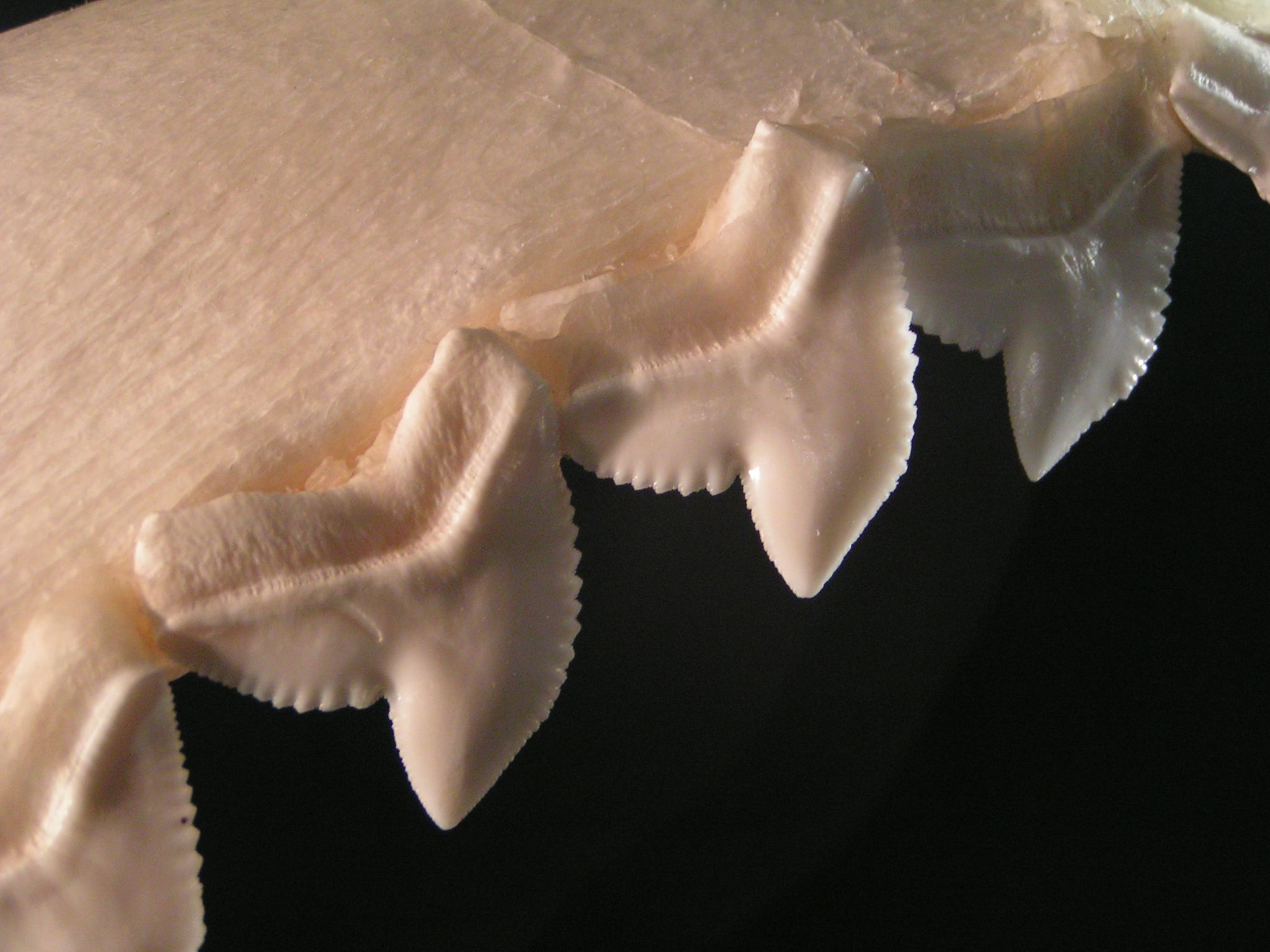
Bek van de tijgerhaai (Galeocerdo cuvier)